# Ticha Penicheiro
Patrícia "Ticha" Nunes Penicheiro OIH • ComIH  (Figueira da Foz, 18 de Setembro de 1974) é uma ex-basquetebolista portuguesa que jogou durante 15 épocas na WNBA, tendo-se retirado em 2012. Actualmente, é agente de jogadores(as). Em 2019, entrou no Women's Basketball Hall of Fame (WBHOF).  Em 2021, foi reconhecida como uma das melhores 25 jogadoras de sempre na liga basquetebolista feminina norte-americana.

## Carreira

### Portugal e Universidade nos E.U.A.
Ticha começou no basquetebol no Ginásio Clube Figueirense, sendo promovida à equipe adulta em 1991. Na temporada seguinte se transferiu para o União Desportiva de Santarém, onde se manteve dois anos e venceu o campeonato nacional, a Taça de Portugal e a Supertaça. Em 1994, foi jogar basquetebol universitário nos Estados Unidos, pela Old Dominion University.

### Carreira na WNBA
Em 1998, Ticha juntou-se aos Sacramento Monarchs como rookie, tendo terminado a época em terceiro lugar na votação para o prémio de WNBA Rookie of the Year. Foi seleccionada para o WNBA All-Star por quatro vezes. Já por duas vezes igualou o recorde de assistências num só jogo da WNBA, com 16. Em 1999 e 2000, foi seleccionada para a equipa ideal da WNBA. Em 27 de Julho de 1999, estabeleceu o seu recorde pessoal de pontos na WNBA, em 27, num jogo contra as Minnesota Lynx. Em 2001, foi seleccionada para a equipa ideal suplente da WNBA.
Até 14 de Novembro de 2006, Ticha marcou 1740 pontos na sua carreira na WNBA, para uma média de 6.4 por jogo; fez 1707 assistências, para uma média de 6.2 por jogo; ganhou 982 ressaltos, para uma média de 3.6 por jogo; e fez 539 roubos de bola, para uma média de 1.97 por jogo.
Até 2017, Ticha era a jogadora da WNBA que tinha mais assistências em toda a história da Liga, liderando também nas assistências por jogo; nesse ano, o seu recorde foi ultrapassado por Sue Bird. Ainda detém o recorde de maior número de roubos de bola num jogo, com 10.
Ticha é muito conhecida pela sua forma de jogar consistentemente brilhante e espectacular. Em 2005, Ticha ajudou as Sacramento Monarchs a conquistar o seu primeiro título de campeãs da WNBA de sempre.
Ticha jogou mais duas temporadas no Los Angeles Sparks e uma no Chicago Sky antes de anunciar sua aposentadoria em 2012. Foi eleita entre as 15 melhores atletas da história da WNBA em 2011, e entre as 20 melhores em 2016.

### Internacional
Ticha foi membro da Selecção nacional portuguesa de basquetebol feminino começando em 1992, tendo jogado mais de 100 partidas por Portugal, nos vários escalões.

### Condecorações
Foi vencedora da Medalha Olímpica Nobre Guedes em 1997. A 8 de Março de 1999, foi agraciada pelo Presidente da República, Jorge Sampaio, com o grau de Oficial da Ordem do Infante D. Henrique, a 13 de Outubro de 2005, pelo Governo Português com a Medalha de Honra ao Mérito Desportivo e a 3 de Dezembro de 2019 foi elevada a Comendadora da Ordem do Infante D. Henrique.

### Curiosidades
- Apoia ardentemente as Olimpíadas Especiais e apoia a pesquisa sobre o cancro ovariano, de forma a honrar uma das suas melhores amigas, a quem foi diagnosticada a doença.
- Para além de Português, fala Inglês e Italiano conversacional.
- Colecciona relógios e roupas.
- O pai, João, foi jogador de basquetebol e é agora treinador do seu irmão mais velho, Paulo, que joga profissionalmente em Portugal.
- Completou graus académicos em comunicação e estudos interdisciplinates na Universidade de Old Dominion.
- Gosta de ouvir música R&B.

### Estatísticas vitais
- Posição: Base
- Altura: 1.80 m
- Universidade: Old Dominion University
- Equipa(s): Sacramento Monarchs, Los Angeles Sparks (EUA); Ginásio Clube Figueirense, União Desportiva Santarém, Sport Algés e Dafunto (Portugal);  Parma /Lavezzini-Maverin Basket, Bracco Geas Sesto San Giovanni (Itália); UMMC Ekaterinburg, Spartak de Moscovo (Rússia); US Valenciennes Olympic (França), Polpharma VBW Clima (Polónia), TTT Riga (Letónia), ZVVZ USK Prague (Rep. Checa), Galatasaray (Turquia)

### Títulos principais
- Campeã de Portugal em 1992/93
- Duas Taças de Portugal em 1992/93 e 1993/94
- 2 vezes campeã da Polónia em 1999/2000 e 2000/2001
- Taça de Itália em 2001/2002
- Campeã de França em 2004/2005
- Vencedora da Conferência Oeste da WNBA em 2005
- Vencedora da WNBA em 2005 pelos Sousinis.
- Vencedora da Eurocup em 2006 pela equipa do Spartak de Moscovo.